# Ovenna simulans
Ovenna simulans är en fjärilsart som beskrevs av Paul Mabille 1879. Ovenna simulans ingår i släktet Ovenna och familjen björnspinnare. Inga underarter finns listade i Catalogue of Life.